# Дифосфид пентаплатины
Дифосфид пентаплатины — бинарное неорганическое соединение
платины и фосфора
с формулой Pt5P2,
кристаллы.

## Получение
- Длительное нагревание стехиометрического количества чистых веществ в вакуумированной ампуле[1]:

{\displaystyle {\mathsf {5Pt+2P\ {\xrightarrow {570^{o}C}}\ Pt_{5}P_{2}}}}

## Физические свойства
Дифосфид пентаплатины образует кристаллы
моноклинной сингонии,
пространственная группа C 2/c,
параметры ячейки a = 1,07642 нм, b = 0,53854 нм, c = 0,74378 нм, β = 99,17°, Z = 4
.